# サント＝ヴォーブール
サント＝ヴォーブール （Sainte-Vaubourg）は、フランス、グラン・テスト地域圏、アルデンヌ県のコミューン。

## 人口統計
| 1962年 | 1968年 | 1975年 | 1982年 | 1990年 | 1999年 | 2006年 | 2014年 |
| ------ | ------ | ------ | ------ | ------ | ------ | ------ | ------ |
| 139    | 116    | 117    | 93     | 102    | 92     | 95     | 84     |

参照元:1962年から1999年までは複数コミューンに住所登録をする者の重複分を除いたもの。それ以降は当該コミューンの人口統計によるもの。1999年までEHESS/Cassini、2006年以降INSEE。